# Bürgle (Kirchen)
Die Burg Bürgle, auch Wasserburg Kirchen genannt, ist eine abgegangene Wasserburg unmittelbar außerhalb des südöstlichen Dorfrandes des Stadtteiles Kirchen der Stadt Ehingen im Alb-Donau-Kreis in Baden-Württemberg.
Die Wasserburg wurde im 11. Jahrhundert von den Herren von Kirchen erbaut, im Jahr 1116 erwähnt und vermutlich bereits im 12. Jahrhundert wieder aufgegeben.
Von der ehemaligen Burganlage ist nur der Burghügel erhalten.    